# Shantilal Vithalbhai Patel
Shantilal Vithalbhai Patel fue un diplomático indio.
- Shantilal Vithalbhai Patel fue hijo de Vithalbhai С Patel.
- En julio de 1949 entró al Indian Foreign Service.
- De octubre de 1949 a julio de 1953 fue Comisionado de comercio en el territorio de África Oriental Británica Protectorado Británico de África Central y Congo Belga.

- Del 15 de febrero de 1963 a abril de 1966 fue embajador en Budapest.
- De abril de 1966 a 1967 fue Alto Comisionado en Acra (Ghana).
- De abril de 1969 a diciembre de 1970 fue embajador en Río de Janeiro
- De 1971 a 1974 fue embajador en Dublín.[1]